# Gramzow (Gransee)
Gramzow ist ein Ortsteil von Gransee im Landkreis Oberhavel in Brandenburg.

## Geografie und Verkehrsanbindung
Gramzow liegt nördlich des Kernortes Gransee an der in Nord-Süd-Richtung verlaufenden B 96 (= E 251). Nordwestlich vom Ort liegt das Landschaftsschutzgebiet Fürstenberger Wald- und Seengebiet. Südlich liegen der Kleine Wentowsee und der Große Wentowsee.

## Sehenswürdigkeiten

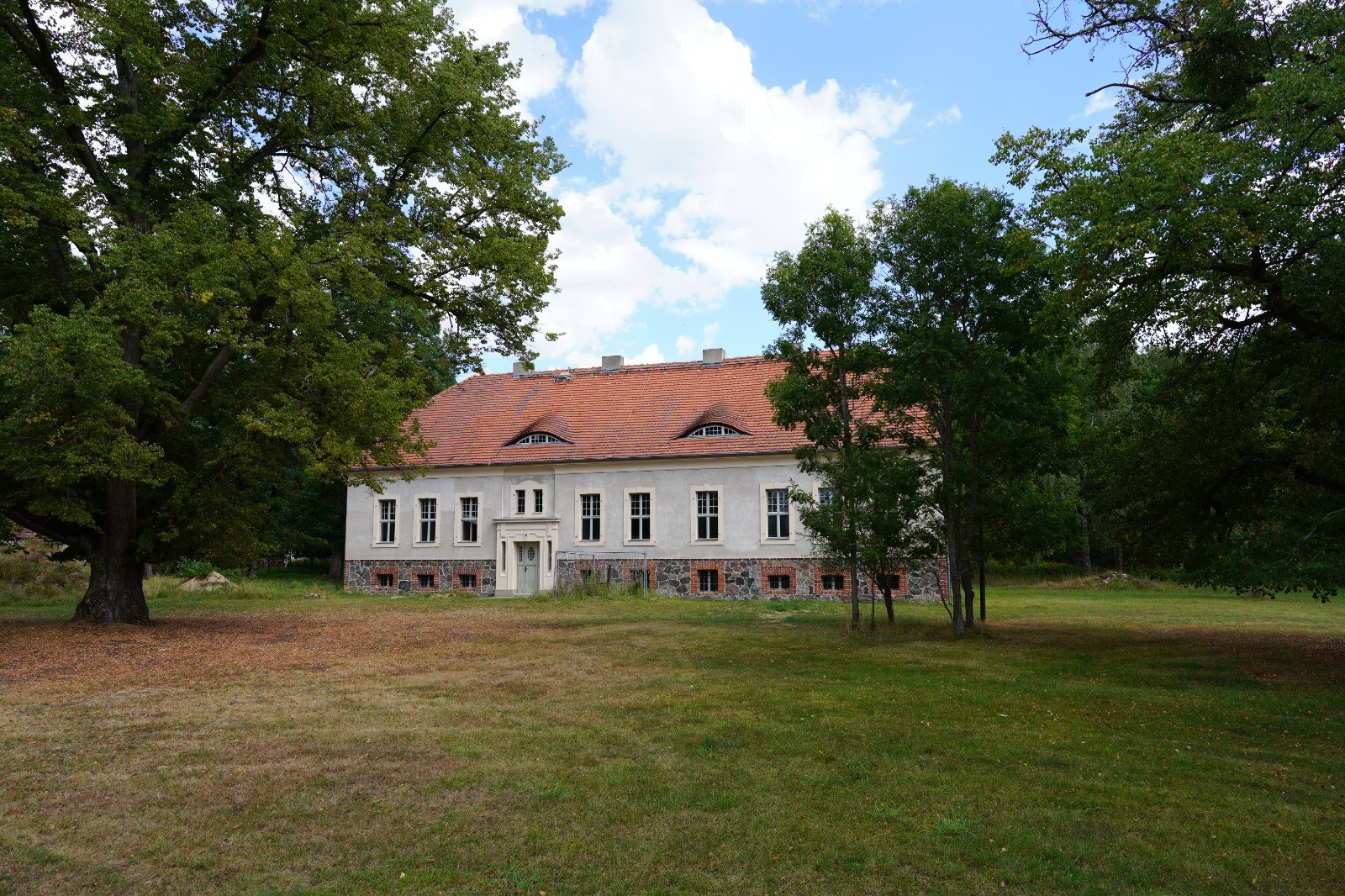
Gutshaus Gramzow, Westseite

- Gutshaus (Buchholzer Straße 12)

Siehe Liste der Baudenkmale in Gransee#Gramzow

## Persönlichkeiten
Die letzten Jahre seines Lebens verlebte der Dichter und Maler Alexander von Ungern-Sternberg (1806–1868) mit seiner Ehefrau Karoline Luise von Waldow auf seinem Gut Gramzow.